# Amy Kleinhans
Amy Kleinhans-Curd (sinh năm 1968) là nữ hoàng sắc đẹp Nam Phi, Hoa hậu Nam Phi 1992, là người chiến thắng không phải người da trắng đầu tiên trong lịch sử Nam Phi. Bà lọt vào Top 5 Hoa hậu Thế giới 1992 và đạt được giải thưởng Nữ hoàng sắc đẹp châu Phi vào ngày 12 tháng 12 năm 1992.

## Hoa hậu Nam Phi
Là một người phụ nữ Cape Colored 23 tuổi, bà thi đấu lần đầu tiên vào năm 1991 và kết thúc ở vị trí hai. Bà sau đó quyết định tham gia thi lại vào năm sau đó và cuối cùng đã thành công khi chiến thắng 11 thí sinh khác và đạt được danh hiệu Hoa hậu Nam Phi 1992. Việc trao danh hiệu cho bà cũng tạo nên lịch sử cho cuộc thi này: lần đầu tiên một người phụ nữ da trắng không đăng quang trong lịch sử cuộc thi Hoa hậu Nam Phi.
Á hậu 1, cô gái xếp sau bà là một cô gái cũng không phải da trắng, là người da màu tên là Augustine Masilela đến từ Soweto. Masilela sau này vào đến Top 10 chung cuộc tại cuộc thi Hoa hậu Hoàn vũ 1995.
Kleinhans trao lại vương miện cho người kế nhiệm của bà một năm sau đó, Palesa Jacqui Mofokeng, người phụ nữ da đen đầu tiên được trao danh hiệu Hoa hậu Nam Phi và là hoa hậu thứ hai không phải là người da trắng được đội trên đầu chiếc vương miện của cuộc thi.
Trong năm 2014, bà là giám khảo khách mời trong phần thi cuối cùng của cuộc thi sắc đẹp Hoa hậu Nam Phi 2014, địa điểm tổ chức tại Sun City Superbowl, Rustenburg, Nam Phi. Buổi thi này truyền qua mạng truyền hình DStv.